# Die letzten Vier
Die letzten Vier (Original: The Lost Squadron) ist ein US-amerikanischer Spielfilm von George Archainbaud aus dem Jahr 1932 mit Erich von Stroheim in der Rolle eines sadistischen Filmregisseurs.

## Handlung
Nach dem Ende des Ersten Weltkrieges kehren die befreundeten Piloten Captain „Gibby“ Gibson, Lieutenant Woody Kerwood und Red zurück nach Amerika, nur um festzustellen, dass ihre Heldentaten keinen interessieren. Gibson und Red haben Mühe, sich wieder in das bürgerliche Leben einzugliedern. Über die Jahre verarmen die Freunde und enden als Landstreicher. Eines Tages treffen sie in Los Angeles Woody bei der Premiere des spektakulären Kriegsepos Sky Heroes, dem neuesten Hit des Erfolgsregisseurs Arthur von Fuerst. Woody hat an dem Film als Stuntpilot mitgewirkt. Gibson trifft auch Follette Marsh, seine ehemalige Geliebte wieder. Sie ist mittlerweile die Ehefrau von Arthur von Fuerst. Um etwas Geld zu verdienen, heuern auch Gibson und Red für 50 US-Dollar die Woche als Piloten in der nächsten Großproduktion des autokratischen Regiemeisters an.
Die Dreharbeiten werden von der krankhaften Eifersucht des Regisseurs auf Gibson überschattet. Gleichzeitig überwerfen sich Gibson und Red wegen der hübschen Schwester von Woody, die alle nur unter ihrem Spitznamen „die Pest“ kennen. Am Ende entscheidet sich das Mädchen für Red. Die Situation eskaliert schließlich, als von Fuerst versucht, Gibson bei einem besonders gefährlichen Stunt zu töten. Der Plan schlägt fehl und statt Gibson findet Woody den Tod. Arthur von Fuerst versucht zu fliehen, wird aber von Red erschossen. Gibson schafft die Leiche in das Cockpit seines Flugzeugs und begeht anschließend Selbstmord, damit Red und seine Freundin eine unbeschwerte Zukunft haben können.

## Hintergrund
Filme über die Luftwaffe während des Ersten Weltkrieges waren seit dem überraschenden Erfolg von Flügel aus Stahl sehr populär. Howard Hughes investierte viel Geld in seinen Film Höllenflieger. Der Erfolg an der Kinokasse veranlasste etliche Studios, vergleichbare Werke zu produzieren, wie zum Beispiel Howard Hawks’ hochgelobten Film Start in die Dämmerung aus dem Jahr 1930. Um möglichst ein breites Publikum anzusprechen, handelte es sich meist um Dreiecksgeschichten, bei der einer der Piloten den Tod findet, um dem Glück des anderen nicht im Wege zu stehen. Noch 1933 musste der Regisseur Howard Hawks bei MGM in den ursprünglich als reinen Kriegsfilm geplanten Film Today We Live nachträglich eine Liebesbeziehung zwischen dem Piloten, gespielt von Gary Cooper, und einem gelangweilten Societygirl (Joan Crawford) einflechten.
Unter diesen Filmen war The Lost Squadron eine Ausnahme, da der Film zwar auch allerlei Liebeshändel schilderte, im Vordergrund jedoch die Probleme der Kriegsheimkehrer standen. Die Idee, dass hochdekorierte Weltkriegsveteranen im zivilen Leben scheitern und am Ende verzweifelt ihr Leben als Stuntpiloten riskieren müssen, war originell. Gleichzeitig erlaubte es die Story über die Film-im-Film Kombination atemberaubende Luftkämpfe in die Handlung einzubauen.
Erich von Stroheim, dessen Karriere schon seit einigen Jahren im Schwinden war, musste sich seinen Lebensunterhalt als Schauspieler verdienen. Dank der Hilfe von Greta Garbo machte er als ihr sadistischer Liebhaber in Wie Du mich wünschst Mitte des Jahres 1932 eine Art von Comeback. In The Lost Squadron spielte er einen rücksichtslosen Regisseur, und seine Darstellung kam oft an den Rand der Selbstparodie, wenn er als Arthur von Fuerst mit einem Mikrophon in der Hand schrie:
Fools! Idiots! Nitwits! ATTENTION! I am speaking now. I don’t want to hear another sound. This is a war picture, not a musical comedy.
Während seiner aktiven Zeit als Regisseur bekam von Stroheim den Beinamen The Man You Love to Hate und ungefähr so legt er auch den Regisseur im Film an als einen geradezu Besessenen, der für seine Arbeit und den künstlerischen Erfolg im wahrsten Sinne über Leichen geht.
Für Richard Dix war The Lost Squadron einer der letzten finanziellen Erfolge. Dix war ein bekannter Stummfilmstar bei Paramount Pictures, doch ließ ihn das Studio mit dem Aufkommen des Tonfilms gehen, da seine Gage mittlerweile zu hoch war. Bei RKO hatte Dix ein Comeback in dem opulenten Western Cimarron von 1931 und wurde für seine Darstellung sogar für einen Oscar als bester Darsteller nominiert. Die meisten nachfolgenden Filme, darunter The Conquerors mit Ann Harding, floppten allerdings.

## Probleme mit der deutschen Zensur
Der Film hatte massive Probleme mit der deutschen Zensur und wurde schließlich durch Entscheidung 6937 der Filmoberprüfstelle vom 12. Oktober 1933 wegen „antideutscher Ressentiments“ endgültig verboten.
Das Studio hatte zunächst auf Drängen des Auswärtigen Amtes alle als antideutsch eingeschätzten Szenen in den für Deutschland bestimmten Kopien entfernt. Die Filmoberstelle entschied jedoch am Ende, dass der Film seine antideutsche Haltung auch nach den Schnitten noch behalte, und verbot die weitere Aufführung.

## Kritiken
Die meisten Kritiker waren beeindruckt von dem Film.
So schrieb die New York Times:
„The Lost Squadron“ […] is a story about aviators which can boast of a rich vein of originality and clever dialogue. It is an excellent melodrama, ably directed, with a background familiar to producers—for it is chiefly concerned with stunt flying before the cameras in Hollywood and a film director is the evil genius. […] Erich von Stroheim […] once again reveals himself to be a vigorous and compelling actor. He begets attention every instant he is on the screen and toward the close he does two remarkable falls down a flight of stairs. As a director Mr. Von Stroheim has always been noted for his desire for realism, and a death glimpse here is as real as anything he has himself guided in a picture. Even in James Cruze’s picture, „The Great Gabbo,“ Mr. Von Stroheim did nothing better than he does here.